# アレックス・プッチョ

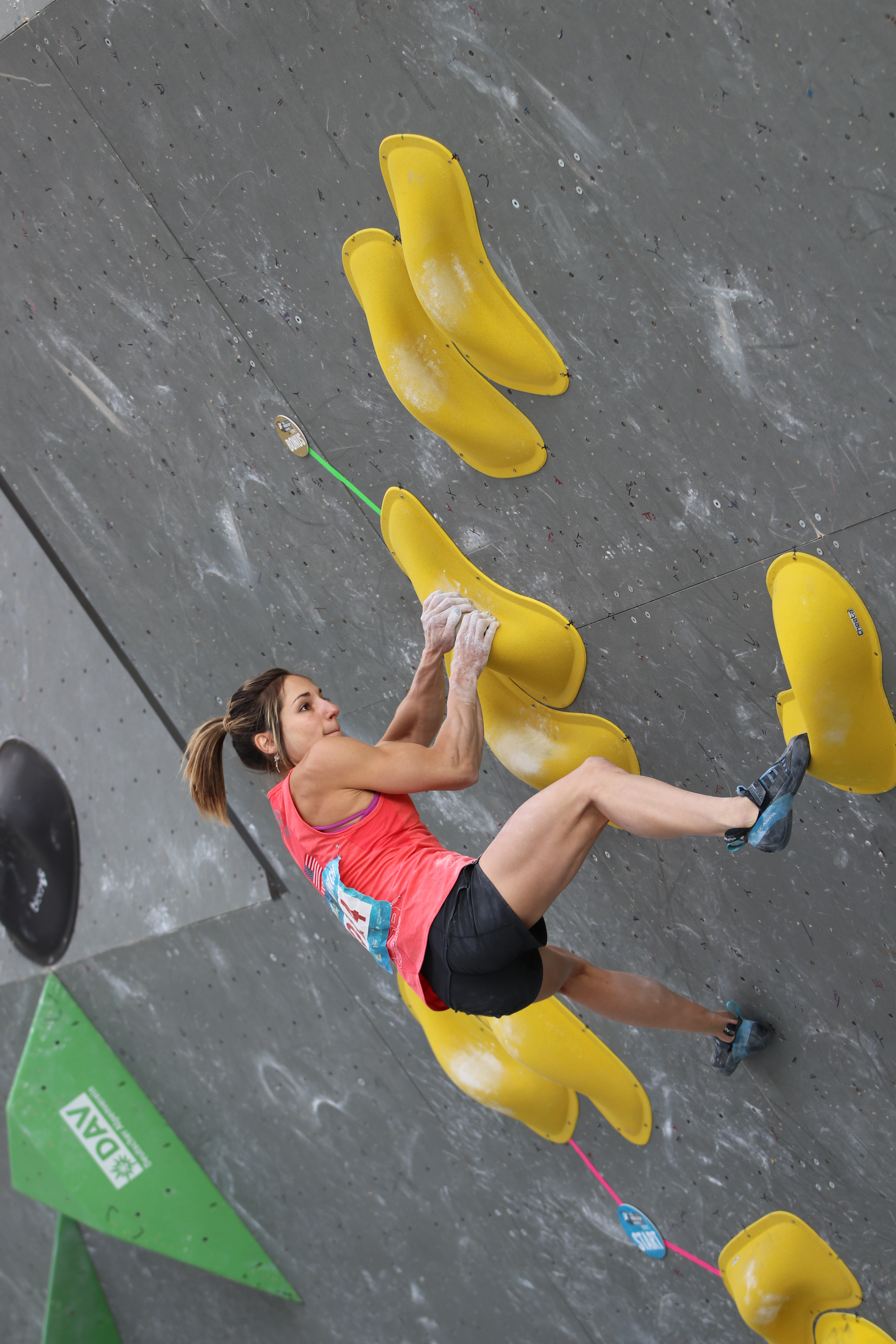
アレックスプッチョはボールダーワールドカップ2017に登る

アレックス・プッチョ（Alex Puccio、1989年6月15日、テキサス州マッキニー生まれ）は、 ボルダリングを専門とするアメリカ人女性のプロのクライマー。 ボルダリング全米選手権で10回のチャンピオンになった、アメリカ史上最強のクライマーの一人。

## 経歴
プッチョは2002年に母親と13歳で登り始め、   2006年に全米ボルダリング選手権に初めて参加し優勝。 その後、2007年、  2008年、  2010年、  2011年、  2012年、 2013年、2015年、2017年、2018年に優勝。   また24以上のV12 (8A+)等級をクライムしている 。 
2014年にはボルダー世界選手権で準優勝。
2016年には椎間板ヘルニアを患い脊椎固定術を受けた。
2019年1月に、オリンピックに出場しない決心をインスタグラムで発表した。オリンピックに出るにはスピード種目が必要で、ボルダリングに特化した自分のトレーニングを変更するのは難しいための苦しい決断だと説明している。

## 成績
ABS全米選手権で11回優勝しており、IFSCの世界大会でも米国のボルダリング選手としてトップクラスの選手。

### ワールドカップのメダル数
| シーズン | 金 | 銀 | 銅 | 合計 |
| -------- | -- | -- | -- | ---- |
| 2009年   | 1  |    |    | 1    |
| 2011年   |    | 3  | 2  | 5    |
| 2012年   |    |    | 1  | 1    |
| 2013年   |    | 1  | 4  | 5    |
| 2014年   |    |    | 1  | 1    |
| 2018年   | 1  |    |    | 1    |
| 合計     | 2  | 4  | 8  | 14   |